# 西堀端停留場
西堀端停留場（日语：／ Nishi-Horibata teiryūjō */?）是位於日本愛媛縣松山市，屬於伊予鐵道的路面電車車站。本站是城南線與大手町線的交匯，市內電車（松山市內線）的1、2、5號線使用。車站編號為03。

## 車站結構
此站座落於大手町1丁目、愛媛縣道19號松山港線的起點，並設有相對式側式月台2座，有效長度只有1輛。上述2座月台的配置非常單陋，月台上只有1支附有以日語書寫站名和方向小型燈箱的街燈而已，就連圍在月台外圍的安全圍欄也沒有裝上。名義上在東側的月台末端連接著過路設施，作為出入月台的地方，但實際作用不大。

### 月台配置
| 月台 | 路線        | 目的地                 |
| ---- | ----------- | ---------------------- |
| 1    | ■2號線 環狀 | 往松山市站             |
| 1    | ■5號線      | 往道後溫泉             |
| 2    | ■1號線 環狀 | JR松山站前、木屋町方向 |
| 2    | ■5號線      | 往JR松山站前           |

## 歷史
- 1911年9月1日：松山電氣軌道車站札辻 - 道後開業，中途站之一，翌年更伸延至三津濱港。
- 1921年4月1日：松山電氣軌道被伊予鐵道所收購。
- 1927年4月3日：大手町線古町 - JR松山站直通連絡線開業。
- 1936年5月1日：大手町線取消由古町直通JR松山站的路段，改為由古町 - 國鐵站前 - 西堀端。當中古町 - 國鐵站前保留為鐵道線、國鐵站前 - 西堀端為軌道線，同時西堀端 - 裁判所前一段複線化，路線一體化。
- 1946年8月19日：西堀端 - 本町 - 萱町 - 古町區間休止運行，以配合路面擴闊工程。
- 1948年7月1日：西堀端 - 本町三丁目間的本町線開業，以代替休止運行區域。
- 2018年3月1日：本町線站台獨立為「本町一丁目停留場」。

## 相鄰停留場
伊予鐵道
城南線
南堀端（02）－西堀端（03）
大手町線
大手町站前（04）－西堀端（03）

### 引用
1. ↑  .   [2015-03-03]. （原始内容存档于2015-04-02）.
2. ↑  .   [2015-03-03]. （原始内容存档于2019-07-24）.